# 全身こむら返り病
全身こむら返り病（ぜんしんこむらがえりびょう、英: Komuragaeri disease）あるいは里吉病（さとよしびょう、英: Satoyoshi syndrome）とは、有痛性の筋痙攣（こむら返り）、脱毛、及び下痢で特徴付けられる稀な進行性疾患である。二次性の骨格異常、発育障害を伴う場合もあり、女性では大多数に無月経を伴う内分泌異常が見られる。自己免疫疾患であると考えられているが、はっきりとした発症機序は明らかになっていない。1967年に里吉営二郎と山田兼雄により初めて報告され、現在までに世界で40例ほどの報告がある。

## 症状
小児期 に発症することが多く、ほとんどの場合6歳〜15歳の間に症状が現われ始める。初期症状は下肢の筋痙攣および脱毛で、大抵は有痛性の筋痙攣が先行する。筋痙攣は進行性で激痛を伴う。1回の発作の持続時間は1分以内であることが多いが、一日における頻度は1回から100回程度と幅がある。重症の場合、患肢（特に母指）に異常肢位が見られることもある。症状が進行するに従い、痙攣を起こす部位が上行し大腿筋、腹筋、咬筋、側頭筋へと広がっていく。通常、顔面筋と呼吸筋は侵されないが、激しい筋痙攣により呼吸や発話が妨げられることがある。無発作期においては、上下肢および頸部に非刺激感受性ミオクローヌスが見られることもある。約7割の患者において炭水化物および高グルコース食不耐性による下痢が見られる。また内分泌異常により、無月経や子宮の発育不全が生じる。10歳以下で発病した場合は関節の異常、骨端の変型、骨折による低身長の症状を示す。更に、呼吸器不全や栄養不良などの合併症で死に至る場合もある。

## 原因
原因や発症機序は明らかになっていないが、遺伝による発現は認められず、自己免疫疾患である可能性が指摘されている。海外では、患児からグルタミン酸デカルボキシラーゼに対する自己抗体が見出されたという報告も存在する。